# Stary Rzechów
Stary Rzechów – wieś sołecka w Polsce położona w województwie mazowieckim, w powiecie lipskim, w gminie Rzeczniów.
| SIMC    | Nazwa       | Rodzaj     |
| ------- | ----------- | ---------- |
| 0635885 | Aleksandrów | przysiółek |
| 0635891 | Przydatki   | przysiółek |
| 0635900 | Rzeczki     | przysiółek |

W latach 1975–1998 miejscowość administracyjnie należała do województwa radomskiego.
Wierni Kościoła rzymskokatolickiego należą do parafii św. Mikołaja w Grabowcu.